# Jacob Hutter
Jacob Hutter (? - 1536) - líder dels anabaptistes comunitaris, avui coneguts com a Germans Huterians.
Nascut a Moos, a prop de Bruneck, fou pastor anabaptista del Tirol en el 1529. En nom de la seva congregació s'uní amb la comunitat anabaptista d'Austerlitz en Moràvia, dirigida per Jacob Wiederman. Hutter i els seus defensaven el pacifisme i la necessitat de la comunitat de béns, com la comunitat cristiana de Jerusalem (Ac 2,44).
En oferir-se en el Tirol una recompensa pel seu cap, Hutter es traslladà a Moràvia en el 1533. En el maig de 1535 es va casar amb Katherine Purst. El 29 de novembre de 1535, fou traït en Klausen i entregat a les autoritats, arrestat i portat a Innsbruck. El van interrogar, torturar i executar, cremant-lo públicament a la foguera el 2 de febrer de 1536. La seva esposa Katherine també fou executada dos anys més tard.